# 30018 Loemele
30018 Loemele este o planetă minoră (asteroid) din centura de asteroizi. A fost descoperită pe 14 februarie 2000 la Observatorul Regal al Belgiei⁠(d) de Thierry Pauwels⁠(d). 
Obiectul prezintă o orbită caracterizată de o semiaxă mare de 2,4659646 UAi, o excentricitate de 0,24, o înclinație de 8,6845 ° în raport cu ecliptica.